# Servicio de Transportes Eléctricos de la Ciudad de México
El Servicio de Transportes Eléctricos de la Ciudad de México  (STE o STE-CDMX), es un organismo público descentralizado, que se encarga de operar la línea del tren ligero y las líneas del trolebús y cablebús de la Ciudad de México.

## Historia
Como antecedente primario a la historia del Servicio de Transportes Eléctricos de la Ciudad de México, se tiene el inicio de los transportes eléctricos en la Ciudad de México.

### Los Inicios del Transporte Eléctrico
Las mejoras del transporte en Ciudad de México han sido importantes desde finales del siglo XIX. Esto se ve reflejado en un decreto hecho por el Ayuntamiento, el 20 de febrero de 1880;

Única-Dígase al administrador general de la Compañía de Ferrocarriles del Distrito Federal que el Ayuntamiento concede a esa Compañía autorización para que adopte la tracción eléctrica y para que en las calles pueda sostener, por medio de ménsula y columnas de fierro los conductores eléctricos; limitando por ahora esa autorización a una sola vía, y reservándose el Ayuntamiento la facultad de fijar las condiciones definitivas para permitir el empleo de la tracción eléctrica y todavía para negarlo por completo después de que se hayan hecho los ensayos prevenidos por la Secretaría de Fomento.
Decreto del Ayuntamiento, del 20 de febrero de 1880.

Sin embargo, no se obtuvieron resultados inmediatos. El 14 de abril de 1896, fue cuando la Compañía de Ferrocarriles del Distrito Federal pidió permiso al ayuntamiento para realizar el cambio de tracción. Se realizó un análisis de las ventajas e inconvenientes del cambio. Los resultados serían positivos; se mantendría limpio el pavimento de las calles, los viajes se realizarían en menos tiempo, y la flota vehicular se fraccionaría, lo que aumentaría la frecuencia de paso.
A pesar de que tiempo atrás se adoptó la tracción eléctrica, no fue hasta el 15 de enero de 1900 cuando se abrió al público la primera línea de tranvía eléctrico Chapultepec-Tacubaya.
A partir del 1º de marzo la Compañía de Tranvías Eléctricos de México se hizo cargo de la explotación de las líneas de tranvías que antes pertenecían a la compañía de Ferrocarriles del Distrito Federal, consolidándose en 1907, adquiriendo el vigor del desarrollo de su red tranviaria de Ciudad de México.
En el año de 1909 fue concluida la presa Necaxa, lo que permitió que la red de tranvías creciera mucho antes de 1913.
Nuevas innovaciones llegaron a la red de tranvías de Ciudad de México. Empezó el uso de concreto y losas en los durmientes de los railes.

### La Creación del Organismo
A pesar del considerable crecimiento de las redes de tranvías, entre los años 1920 y 1940 se suscitaron diversos conflictos obrero-patronales. Así, en 1946, el presidente, Manuel Ávila Camacho declaró en el informe de gobierno que la compañía de tranvías de México no había cumplido con lo establecido en las licitaciones.
En el mes de octubre del año 1952 el Departamento del Distrito Federal expropió todos los bienes de las empresas;
- Compañía de Tranvías de México
- Compañía Limitada de Tranvías de México
- Compañía de Ferrocarriles del Distrito Federal

Todos los bienes de esas empresas pasaron a formar parte del organismo público descentralizado, "Servicio de Transportes Eléctricos del Distrito Federal".
El 30 de diciembre de 1955, el Congreso de la Unión decreta la Ley de la Institución Descentralizada de servicio Público "Servicio de Transportes Eléctricos del Distrito Federal" (STE), publicada en el Diario Oficial de la Federación del 4 de enero de 1956, abrogando el ordenamiento del año 1946.

### De los Tranvías, a los Trolebuses y al Tren Ligero

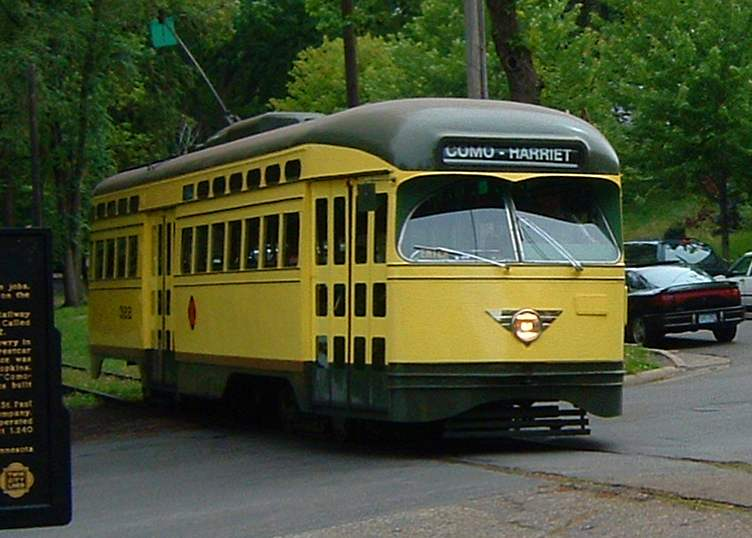
Tranvía PCC

Una vez creado el organismo, debía renovarse el servicio, y por tanto, las unidades. La mayor parte de la flota era vieja. Las necesidades de transporte se incrementaban junto con la población. La primera unidad adquirida tras la creación del servicio de transportes eléctricos, fue el tranvía PCC, un modelo de tranvía que había estado en circulación en Minnesota, Estados Unidos.
En 1945 se adquirieron 20 unidades de trolebús, compradas a una empresa de Nueva York y ensambladas en los talleres de la Indianilla, ubicados en la Colonia Doctores.
Para empezar la construcción de las primeras líneas de trolebús, se levantó un circuito en las calles Villalongín y Sullivan, con fines experimentales.
| Trolebuses adquiridos entre 1950 y 1960 | Trolebuses adquiridos entre 1950 y 1960                              |
| Origen                                  | Tipo                                                                 |
| --------------------------------------- | -------------------------------------------------------------------- |
| Italia                                  | - Alfa Romeo - Casaro                                                |
| Estados Unidos                          | - Marmon Herrington - Brill Americano - Pullman Satandard - St. Luis |
| Canadá                                  | - Brill Canadiense                                                   |

El 9 de marzo de 1951 se instaló la primera línea de trolebús como tal, Tacuba-Calzada de Tlalpan.
Así, se empezaron a demostrar las ventajas del trolebús sobre el tranvía, y en las décadas de 1950 y 1960 se adquirieron diversas unidades.
El 21 de febrero de 1953 en la línea de la venta ocurrió lo que podría llamarse el peor accidente dentro del transporte de Ciudad de México, ya que dos tranvías chocaron en esa línea. Tras este accidente, la línea jamás volvió a operar. El STE también clausuró las líneas "Belén", "Coyoacán", "Lerdo" y las líneas de Tizapán.
En 1957, una vez abandonados los antiguos talleres de la Indianilla, construidos en 1898 por la Compañía de tranvías eléctricos de México, en San Andrés Tetepilco, Iztapalapa, nacía un nuevo depósito, para los trolebuses y tranvías de la época, mientras en Azcapotzalco surgía otro depósito de menor tamaño.
En las décadas de 1950 y 1960 se adquirieron nuevas unidades de trolebús. Para 1965, había 174 kilómetros de líneas de trolebús, que contaban con una flota de 173 unidades.
En 1969, con la construcción e inauguración del Metro de la Ciudad de México, la red de tranvías empezaba a desaparecer de manera drástica.
Hacia 1974 y a raíz de la construcción de los ejes viales, la red de tranvías se redujo a tan solo 3 líneas. Para compensar las pérdidas de la red tranviaria de Ciudad de México, se construyeron nuevas líneas de trolebús.
El 4 de marzo de 1980 se lleva a cabo la rehabilitación de carrocerías e interiores de 241 trolebuses, así como de los componentes mecánicos y eléctricos que faltaba restaurar. En ese momento la imagen cambia a trolebuses de color blanco.
El 10 de abril de 1980 se pusieron en circulación en el Eje Central Lázaro Cárdenas, 10 trolebuses fabricados en México por Mexicana de Autobuses, SA.

Se pusieron en servicio en el Eje Vial Lázaro Cárdenas, los 10 primeros trolebuses nuevos fabricados en México por Mexicana de Autobuses, S.A. (MASA) y es altamente satisfactorio para nosotros poderles informar, que están operando con toda eficiencia y seguridad, y que las pequeñas fallas técnicas de esta nueva experiencia, están siendo corregidas sobre la marcha y con prontitud por nuestro equipo de técnicos, apoyados por los técnicos de Mexicana de Autobuses, S.A. y por técnicos japoneses que intervienen en el programa. El 10 de abril del año de 1980, constituye ya una fecha histórica en el derrotero de Transportes Eléctricos y de la industria mexicana.
Informe del Director General, Ramiro Sansores, al H. Consejo de Administración 16 de junio de 1980

Durante el año de 1980 se recibieron 100 trolebuses nuevos MASA SOMEX. Para ese año STE tenía un total de 758 unidades.
En el periodo que abarca los años 1980 a 1985 se fabricaron cerca de 420 trolebuses MASA SOMEX.
En 1985 se unieron dos unidades de trolebús MASA SOMEX. Después de evaluado el prototipo, el STE aprueba el acoplamiento de otras 67 unidades, que serían conocidas como "Trolebuses Articulados".
Para el año de 1986, el STE contaba con un parque vehicular de 1,045 trolebuses de los cuales 700 estaban en condiciones de operar y 345 detenidos por falta de refacciones.
Tras la desaparición de las líneas de tranvía en Ciudad de México, se impulsó un nuevo proyecto, el tren ligero, que operaria con los rematantes de la línea de tranvía Taxqueña-Xochimilco.

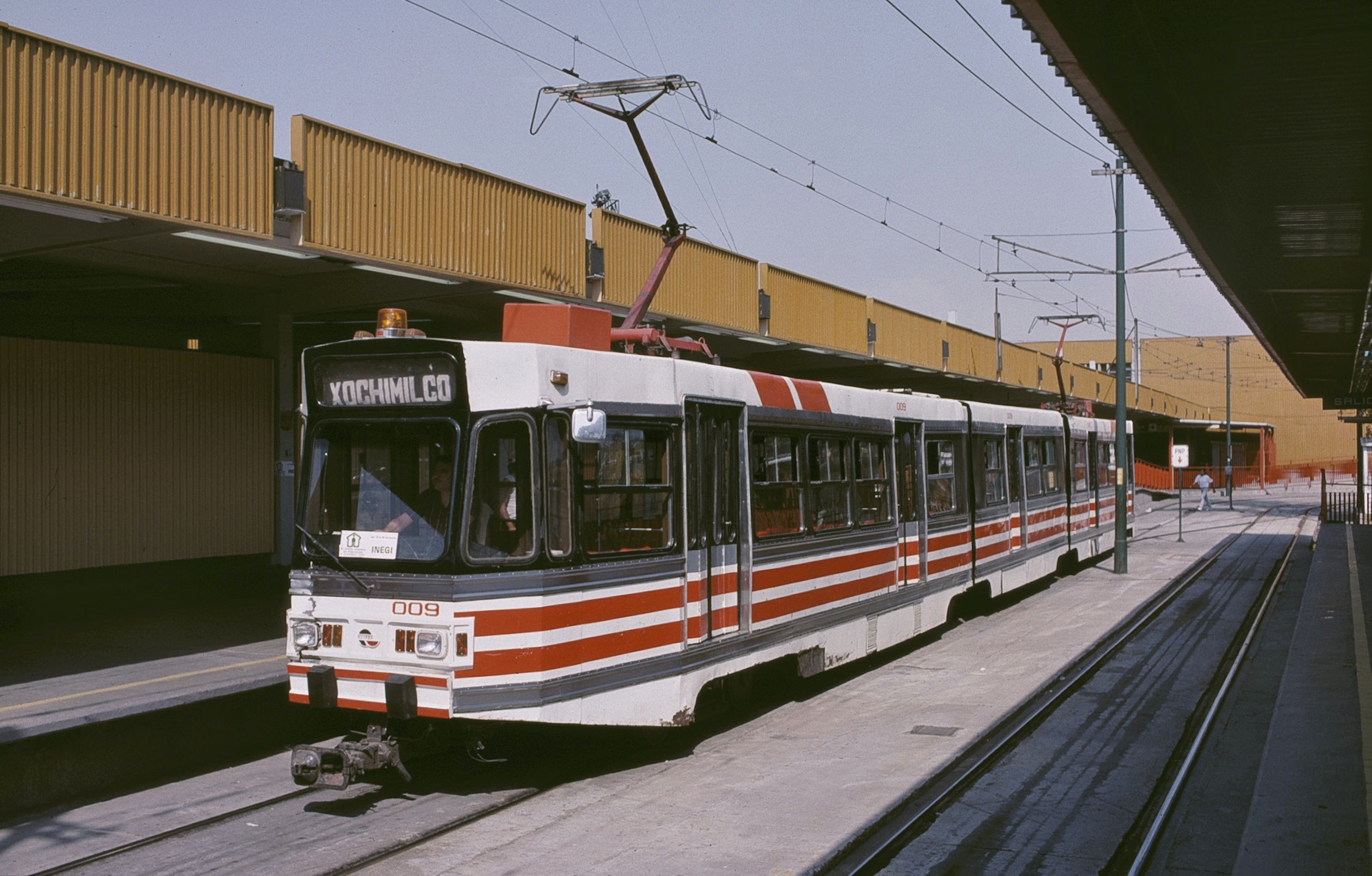
Un TLM detenido en la estación Tasqueña en 1990.

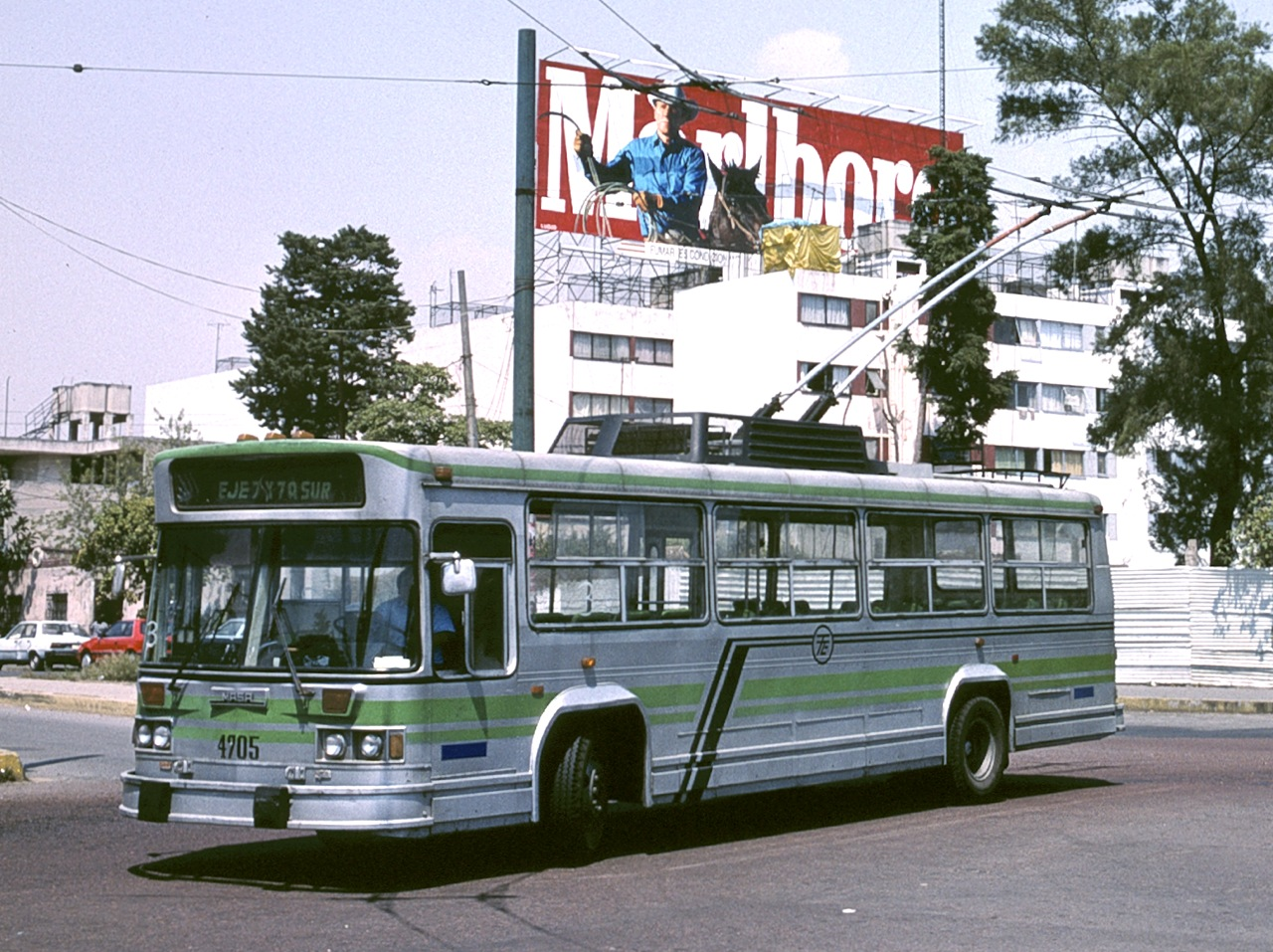
Un trolebús construido por MASA SOMEX en el año 1988. Su estado en 1995.

En el mes de agosto de 1986 se abrió la primera etapa del tren ligero, de la estación Tasqueña a la estación Estadio Azteca y un ramal de Huipulco a Tlalpan. En 1988 se realiza la segunda etapa, hacia Xochimilco. Una empresa Mexicana; "Motores y Adaptaciones Automotrices" (MOYADA), a base de los tranvías PCC construyó 17 trenes ligeros de piso alto denominados TLM (Tren Ligero Moyada).
En 1990, la flota vehicular asignada originalmente a la línea del tren ligero presentaban frecuentes averías que interrumpían la continuidad del servicio. En buena medida; las averías se debían tanto a la antigüedad de los sistemas de los tranvías como a la incompatibilidad de los motores General Electric y Westinghouse.
En ese mismo año, se entregaron 12 trenes modelo TE-90. Se realizó un intento de renovar los TLM, por lo que se le agregó a uno de ellos una carrocería con la cromática del TE-90, al que se le denominó SINTRA-TLM-90. Las adecuaciones dieron como resultado un tren demasiado pesado. En 1995, con la llegada de cuatro TE-95, los TLM definitivamente salieron de circulación.

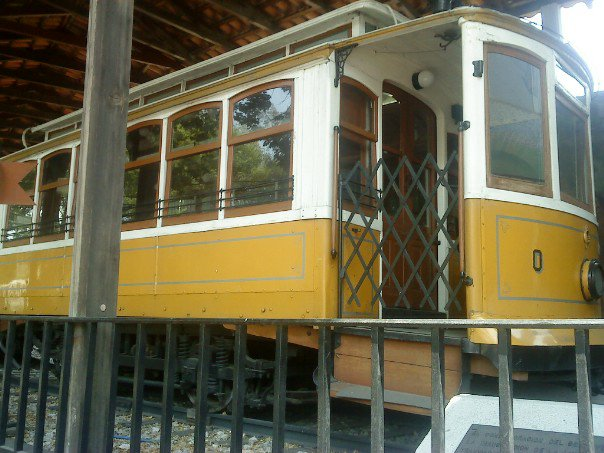
El tranvía Cerito, ensamblado en 1898, en los talleres del antiguo depósito de la Indianilla, finalizó sus recorridos en 1990.

El ramal Huipulco-Tlalpan operó con los trenes ligeros reconstruidos a base de tranvías, junto con el tranvía "cerito". Dadas las faltas en el parque vehicular y las invasiones de los raíles por parte de automovilistas, en 1990 el ramal fue clausurado. Aún se conservan las vías y restos de las estaciones. La catenaria fue retirada.
Al principio de la década de 1990 fue necesario hacer una rehabilitación del parque vehicular de trolebuses adquirido en años anteriores.
Para el año 1991 se pusieron en servicio, en los tres Ejes Viales más importantes de Ciudad de México, 80 unidades: 50 Marmon Herrington.

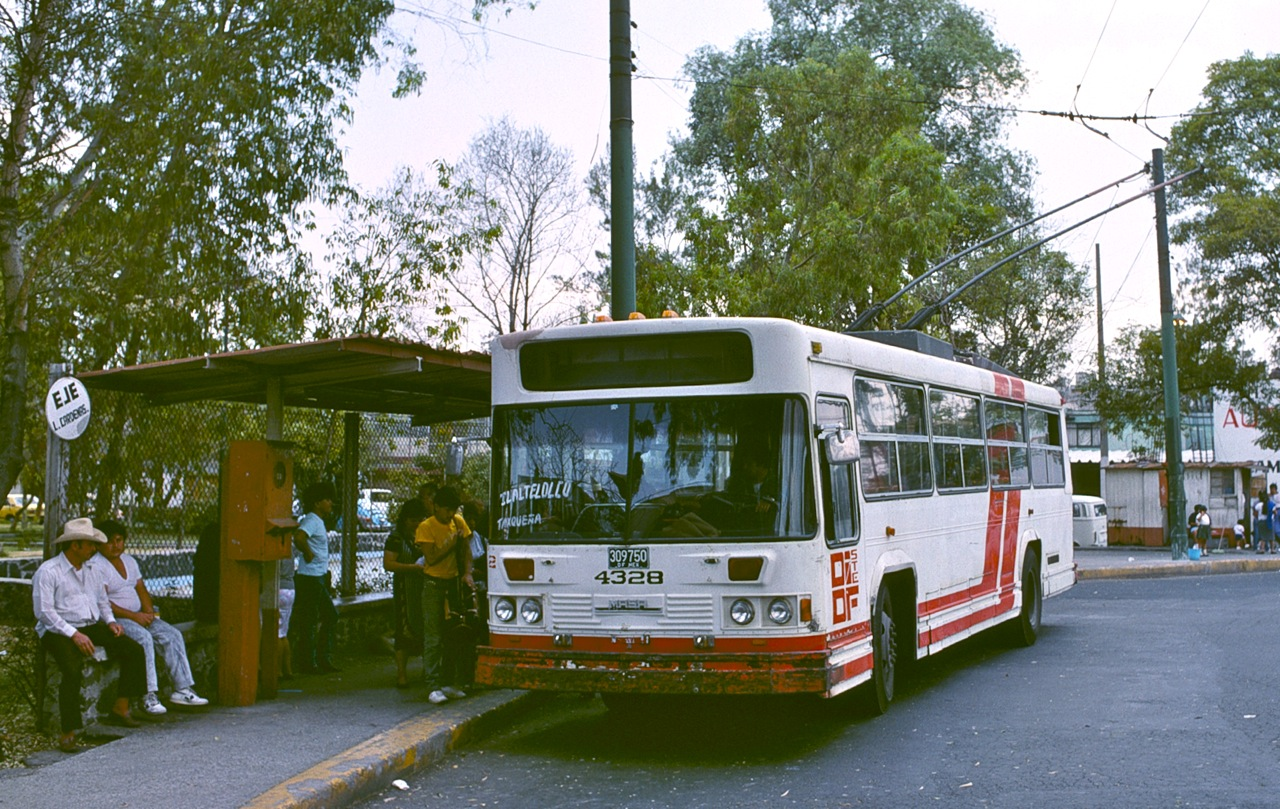
Un trolebús de STE en Taxqueña en 1990.

En 1996, STE adquirió un equipo de tracción con tecnología de punta (inversor de corriente alterna VVVF) instalado en una carrocería nueva: trolebús 4206.
Para el mes de marzo de 1997, se pusieron en marcha 5 trolebuses New Flyer serie 3200, adaptados para prestar servicio especial a personas con alguna discapacidad y de la tercera edad.
En 1997, STE adquirió 50 trolebuses de la serie 9700, entrando en operación en el mes de febrero de 1998.
En el mes de diciembre de 1998, se pusieron en servicio otros 75 nuevos trolebuses.
Estos trolebuses, fueron fabricados por la empresa japonesa Mitsubishi Electric Corporation fabricante del sistema tracción frenado y Mexicana de Autobuses, la cual fabricó la carrocería.
En el año 2001, la estadística de operación del tren ligero en un día de calendario era la siguiente:
| Información Operativa del Tren Ligero de Ciudad de México. | Información Operativa del Tren Ligero de Ciudad de México. | Información Operativa del Tren Ligero de Ciudad de México. | Información Operativa del Tren Ligero de Ciudad de México. | Información Operativa del Tren Ligero de Ciudad de México. | Información Operativa del Tren Ligero de Ciudad de México. | Información Operativa del Tren Ligero de Ciudad de México. | Información Operativa del Tren Ligero de Ciudad de México. |
| Longitud de operación                                      | Promedio de pasajeros diarios                              | Unidades programadas                                       | Unidades en servicio                                       | Cruceros vehiculares                                       | Tiempo de viaje entre terminales                           | Vueltas realizadas                                         | Frecuencia de paso                                         |
| ---------------------------------------------------------- | ---------------------------------------------------------- | ---------------------------------------------------------- | ---------------------------------------------------------- | ---------------------------------------------------------- | ---------------------------------------------------------- | ---------------------------------------------------------- | ---------------------------------------------------------- |
| 26.08 kilómetros                                           | 48,973                                                     | 12                                                         | 11.64                                                      | 11                                                         | 37 minutos                                                 | 155.53                                                     | De 5 a 6 minutos entre trenes                              |

En cuanto a los trolebuses, en la actualidad, estos contribuyen al transporte de personas, transportando a más de 250,000 pasajeros diarios.

## Trolebús

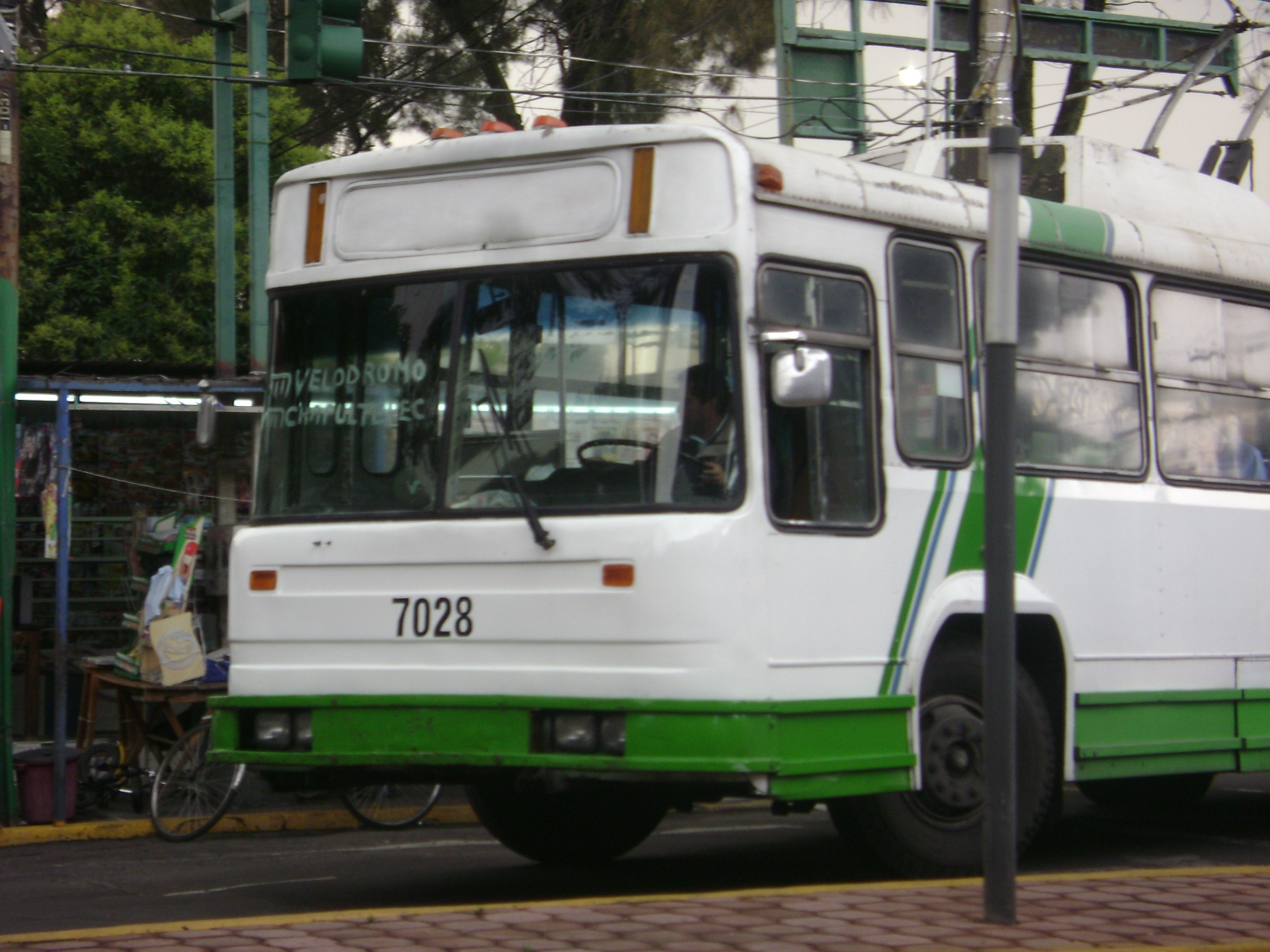
Un trolebús perteneciente a la línea del eje 2 Sur antes de su remodelación.

La red de trolebuses de Ciudad de México tiene una extensión total de 258.79 kilómetros. La longitud de la red toma en cuenta que; el 7 de noviembre de 2010 entró en operaciones la línea E, con origen en el avenida Insurgentes sur hacia el deportivo santa Cruz Meyehualco, la línea K1 redujo su recorrido desde el 23 de enero de 2010.
La red de trolebuses cubre 380 colonias de 9 delegaciones del Distrito Federal.

### Líneas de Trolebús
La información principal acerca de cada una de las líneas del sistema de trolebús se muestra en su respectiva ficha.

### Línea 1: Autobuses del Norte - Autobuses del Sur
- Nombre: Corredor Cero Emisiones Eje Central
- Origen: Terminal de autobuses del Norte.
- Destino: Terminal de autobuses del Sur.
- Avenidas: Eje Central Lázaro Cárdenas, Avenida División del Norte, Avenida Miguel Ángel de Quevedo y Calzada Tasqueña.
- Tarifa: $ 4.00 pesos.

| Horarios           | Horarios            | Horarios         |
| lunes a viernes    | sábado              | Domingo          |
| ------------------ | ------------------- | ---------------- |
| 4:42 a 01:26 horas | 04:52 a 01:28 horas | 5:29 01:16 horas |

| Conexión con estaciones del metro | Conexión con estaciones del metro |
| Línea                             | Estación                          |
| --------------------------------- | --------------------------------- |
|                                   | Instituto del Petróleo            |
|                                   | Autobuses del Norte               |
|                                   | La Raza                           |
|                                   | Garibaldi/Lagunilla               |
|                                   | Bellas Artes                      |
|                                   | San Juan de Letrán                |
|                                   | Salto del Agua                    |
|                                   | Doctores                          |
|                                   | Obrera                            |
|                                   | Lázaro Cárdenas                   |
|                                   | Eje Central                       |
|                                   | Tasqueña                          |

Alcaldías cubiertas:
- Gustavo A. Madero
- Cuauhtémoc
- Benito Juárez
- Coyoacán

Conexión con otras líneas de trolebús
- Línea 2
- Línea 3
- Línea 7
- Línea 12
- Línea 13

Sitios de interés
Terminal Central de Autobuses del Norte, Instituto Mexicano del Petróleo, Plaza de las Tres Culturas, Plaza Garibaldi, Teatro Blanquita, Alameda Central, Palacio de Bellas Artes, Torre Latinoamericana, Palacio de Iturbide, Museo Nacional de las Intervenciones, Teatro Coyoacán, Terminal Central de Autobuses del Sur.

### Línea 2: Chapultepec - Pantitlán
- Nombre: Corredor Cero Emisiones Eje 2 y 2a Sur.
- Origen: Metro Pantitlán
- Destino: Metro Chapultepec
- Avenidas: Eje 4 Oriente (Rio Churubusco), Viaducto Río de la Piedad, Añil, Avenida Morelos, Avenida Congreso de la Unión, Avenida del Taller, Avenida José T. Cuéllar, Manuel J. Otón, Dr. Olvera, Avenida Querétaro, Avenida Yucatán, Avenida Sonora, Avenida San Luis Potosí, Avenida Dr. Balmis, Av. Manuel Payno y Avenida Té.
- Tarifa:  $4.00 pesos.

| Horarios            | Horarios            | Horarios            |
| Lunes a viernes     | Sábado              | Domingo             |
| ------------------- | ------------------- | ------------------- |
| 05:00 a 00:46 horas | 05:00 a 00:32 horas | 05:30 a 00:15 horas |

| Conexión con estaciones del metro | Conexión con estaciones del metro |
| Línea                             | Estación                          |
| --------------------------------- | --------------------------------- |
|                                   | Pantitlán                         |
|                                   | Puebla                            |
|                                   | Ciudad Deportiva                  |
|                                   | Velódromo                         |
|                                   | Mixiuhca                          |
|                                   | Jamaica                           |
|                                   | Chabacano                         |
|                                   | San Antonio Abad                  |
|                                   | Obrera                            |
|                                   | Hospital General                  |
|                                   | Chapultepec                       |

Alcaldías cubiertas:
- Cuauhtémoc
- Venustiano Carranza
- Iztacalco

Conexión con otras líneas de trolebús.
- Línea 1
- Línea 6

Sitios de interés
CETRAM Pantitlán, Autódromo de la Ciudad de México, Palacio de los Deportes, Foro GNP Seguros, Velódromo Olímpico Agustín Melgar, Mercado de Jamaica, Mercado de la Viga, Hospital General de México, Centro Médico Siglo XXI, Secretaría de Transporte y Vialidad del Distrito Federal, Parque España, Secretaría de Salud, Bosque de Chapultepec.

### Línea 3: San Andrés Tetepilco - Mixcoac
- Nombre: Corredor Cero Emisiones Bus Bici Eje 7 y 7A Sur.
- Origen: San Andrés Tetepilco, museo de transportes eléctricos.
- Destino: Metro Mixcoac.
- Avenidas:Eje 7 Sur Municipio Libre, Avenida Félix Cuevas, Extremadura, Eje 7A Sur Avenida Emiliano Zapata.
- Tarifa: $4 pesos.

| Horarios            | Horarios            | Horarios            |
| Lunes a viernes     | Sábado              | Domingo             |
| ------------------- | ------------------- | ------------------- |
| 04:37 a 00:30 horas | 04:45 a 00:30 horas | 05:15 a 00:14 horas |

| Conexión con estaciones del metro | Conexión con estaciones del metro |
| Línea                             | Estación                          |
| --------------------------------- | --------------------------------- |
|                                   | Mixcoac                           |
|                                   | Insurgentes Sur                   |
|                                   | Hospital 20 de Noviembre          |
|                                   | Zapata                            |
|                                   | Parque de los Venados             |
|                                   | Eje Central                       |
|                                   | Portales                          |
|                                   | Ermita                            |

Alcaldías cubiertas:
- Benito Juárez
- Iztacalco
- Iztapalapa

Conexión con otras líneas de trolebús
- Línea 1
- Línea 13

Sitios de interés
Depósito Tetepilco, Parque de los Venados, Explanada de la Alcaldía Benito Juárez, Edificio de la SAGARPA, museo de transportes eléctricos de la Ciudad de México

### Línea 4: El Rosario - Boulevard Puerto Aéreo
- Nombre: Línea 4; Metro Boulevard Puerto Aéreo-Metro El Rolsario
- Origen: Metro Boulevard Puerto Aéreo
- Destino: Metro El Rosario
- Avenidas: Boulevard Puerto Aéreo, Río Consulado, Avenida Ángel Albino Corzo, Manuel Acuña, Avenida Alfredo Robles Domínguez, Avenida Cuitláhuac, Avenida Camarones, Avenida Aquiles Serdán y Avenida de las Culturas.
- Tarifa: $4 pesos.

| Horarios            | Horarios            | Horarios            |
| Lunes a viernes     | Sábado              | Domingo             |
| ------------------- | ------------------- | ------------------- |
| 04:00 a 00:32 horas | 05:00 a 00:24 horas | 05:30 a 23:48 horas |

| Conexión con estaciones del metro | Conexión con estaciones del metro |
| Línea                             | Estación                          |
| --------------------------------- | --------------------------------- |
|                                   | Boulevard Puerto Aéreo            |
|                                   | Terminal Aérea                    |
|                                   | Oceanía                           |
|                                   | Aragón                            |
|                                   | Bondojito                         |
|                                   | La Raza                           |
|                                   | Camarones                         |
|                                   | Aquiles Serdán                    |
|                                   | El Rosario                        |

Alcaldías cubiertas:
- Azcapotzalco
- Gustavo A. Madero
- Venustiano Carranza

Conexión con otras líneas de trolebús.
- Línea 5

Sitios de interés
Aeropuerto Internacional de la Ciudad de México, Cerro del Peñón de los Baños, Deportivo Oceanía, Depósito El Rosario, Parque Tezozomoc.

### Línea 5: San Felipe de Jesús - Hidalgo/La Diana
- Nombre: Línea 5; San Felipe de Jesús-Metro Hidalgo/La Diana
- Origen: Colonia San Felipe de Jesús
- Destino: Metro Hidalgo/La Diana

(SERVICIO A LA DIANA) por carril de Metrobús de Lunes a Viernes.
- Avenidas: Camino San Juan de Aragón, Calzada San Juan de Aragón, Calzada de los Misterios, Calzada de Guadalupe, Paseo de la Reforma, Avenida Hidalgo, Av. Bucareli, Av. Rosales, Calle Lafragua, Calle Donato Guerra, Av. Morelos, Av. Ignacio Ramírez, Calle Paris, Calle Budapest, Calle General Prim, Av. Manuel Villalongín, Av. Insurgentes, Calle Hamburgo, Calle Nápoles, Calle Río Neva, Calle Río Guadiana, Calle Havre, Calle Río Rhin, Calle Niza, Calle Génova, Calle Río Sena, Avenida Versalles, Av. Río Tiber, Av.Rio Mississippi y Av. Sevilla.
- Tarifa: $4 pesos.

| Horarios            | Horarios            | Horarios            |
| Lunes a viernes     | Sábado              | Domingo             |
| ------------------- | ------------------- | ------------------- |
| 05:00 a 00:02 horas | 05:00 a 00:05 horas | 05:30 a 23:43 horas |

| Conexión con estaciones del metro | Conexión con estaciones del metro |
| Línea                             | Estación                          |
| --------------------------------- | --------------------------------- |
|                                   | Martín Carrera                    |
|                                   | La Villa-Basílica                 |
|                                   | Misterios                         |
|                                   | Garibaldi/Lagunilla               |
|                                   | Bellas Artes                      |
|                                   | Hidalgo                           |

Alcaldías cubiertas:
- Cuauhtémoc
- Gustavo A. Madero
- Municipio de Nezahualcóyotl

Conexión con otras líneas de trolebús.
- Línea F
- Línea G

Sitios de interés
Edificio Central de la Alcaldía Gustavo A. Madero, Basílica de Guadalupe, Plaza de las Tres Culturas, Mercado de la Lagunilla, Plaza Garibaldi, Secretaría de Hacienda y Crédito Público (México), Alameda Central, El Caballito, Ex- Glorieta de Colón, Amajac, Secretaria del Bienestar, El ahuehuete, El Ángel y La Diana Cazadora.

#### Línea 6: El Rosario - Chapultepec
- Nombre: Línea 6; Metro El Rosario-Metro Chapultepec
- Origen: Metro El Rosario
- Destino: Metro Chapultepec
- Avenidas: Avenida de las Culturas, Avenida Aquiles Serdán, Avenida Manuel Acuña, Calzada Camarones, Avenida Cuitláhuac, Avenida Mariano Escobedo, Melchor Ocampo.
- Tarifa: $4 pesos.

| Horarios            | Horarios            | Horarios           |
| Lunes a viernes     | Sábado              | Domingo            |
| ------------------- | ------------------- | ------------------ |
| 05:05 a 00:07 horas | 05:00 a 00:06 horas | 5:09 a 23:43 horas |

| Conexión con estaciones del metro | Conexión con estaciones del metro |
| Línea                             | Estación                          |
| --------------------------------- | --------------------------------- |
|                                   | El Rosario                        |
|                                   | Aquiles Serdan                    |
|                                   | Camarones                         |
|                                   | Cuitláhuac                        |
|                                   | Chapultepec                       |

Alcaldías cubiertas:
- Azcapotzalco
- Miguel Hidalgo
- Cuauhtémoc

Conexión con otras líneas de trolebús.
- Línea 2
- Línea 4

Sitios de interés
Parque Tezozomoc, Escuela Normal Superior de México, Museo Tecnológico del IPN, CCH Azcapotzalco, Facultad de Odontología UNAM, Instituto Nacional de Higiene, Universidad Tecnológica de México, Museo Rufino Tamayo, Museo de Antropología, Museo de Arte Moderno de México, Castillo de Chapultepec, Secretaría de Salud, Dirección General del IMSS, Torre Mayor.

### Línea 7: Ciudad Universitaria - Periférico Oriente
- Nombre: Línea 7, CETRAM Periférico Oriente-Ciudad Universitaria
- Origen: Universidad Autónoma de la Ciudad de México
- Destino: Tláhuac
- Avenidas: Avenida Tasqueña, Avenida Miguel Ángel de Quevedo, Avenida Universidad y Avenida Copilco.
- Tarifa: $4.00 pesos.

| Horarios            | Horarios            | Horarios            |
| Lunes a viernes     | Sábado              | Domingo             |
| ------------------- | ------------------- | ------------------- |
| 04:12 a 01:02 horas | 04:16 a 00:52 horas | 04:37 a 23:58 horas |

| Conexión con estaciones del metro | Conexión con estaciones del metro |
| Línea                             | Estación                          |
| --------------------------------- | --------------------------------- |
|                                   | Periférico Oriente                |
|                                   | Calle 11                          |
|                                   | Lomas Estrellas                   |
|                                   | San Andrés Tomatlán               |
|                                   | Culhuacán                         |
|                                   | Tasqueña                          |
|                                   | Miguel Ángel de Quevedo           |

Alcaldías cubiertas:
- Coyoacán
- Iztapalapa

Conexión con otras líneas de trolebús.
- Línea 1

Sitios de interés
Ex Convento de Culhuacán, CECYT 13 del IPN, Terminal Central de Autobuses del Sur, Museo de la Acuarela, Estadio Olímpico México 68, Rectoría de la UNAM, Biblioteca Central de la UNAM, Ciudad Universitaria de la UNAM.

### Línea 8: Circuito Politécnico
- Nombre Anterior: Línea CP; Circuito Politécnico.
- Origen: Metro Politécnico.
- Destino: Unidad Profesional Adolfo López Mateos.
- Avenidas: Juan de Dios Bátiz, Avenida Miguel Othón de Mendizábal, Wilfrido Massieu y Eje Central Lázaro Cárdenas.
- Tarifa: $4 pesos.

| Horarios            |
| Lunes a viernes     |
| ------------------- |
| 06:09 a 22:24 horas |

| Conexión con estaciones del metro | Conexión con estaciones del metro |
| Línea                             | Estación                          |
| --------------------------------- | --------------------------------- |
|                                   | Politécnico                       |

Alcaldías cubiertas:
- Gustavo A. Madero

Conexión con otras líneas de trolebús
- Línea 1

Sitios de interés
Escuela Superior de Cómputo, Dirección general del Instituto Politécnico Nacional, Escuela Superior de Ingeniería y Arquitectura, Escuela Superior de Ingeniería Química e Industrias Extractivas, Escuela Superior de Ingeniería Mecánica y Eléctrica, Estadio Wilfrido Massieu, Centro de Lenguas Extranjeras, Planetario Luis Enrique Erro, Escuela Nacional de Ciencias Biológicas, Centro Cultural Jaime Torres Bodet.

### Línea 9: Villa de Cortés - Tepalcates
- Nombre original: Circuito Villa de Cortés
- Origen: Metro Tepalcates.
- Destino: Metro Villa de Cortés.
- Avenidas: Avenida Apatlaco, Avenida Playa Roqueta, Avenida Canal de Tezontle, Avenida Plutarco Elías Calles, Anillo Periférico Canal de San Juan, Avenida Constitución de Apatzingán, Calle General Antonio de León Loyola y Calzada General Ignacio Zaragoza.
- Tarifa: $4 pesos.

| Horarios            | Horarios            | Horarios            |
| Lunes a viernes     | Sábado              | Domingo             |
| ------------------- | ------------------- | ------------------- |
| 04:22 a 00:11 horas | 04:37 a 00:20 horas | 04:57 a 23:47 horas |

| Conexión con estaciones del metro | Conexión con estaciones del metro |
| Línea                             | Estación                          |
| --------------------------------- | --------------------------------- |
|                                   | Apatlaco                          |
|                                   | Iztacalco                         |
|                                   | Villa de Cortés                   |
|                                   | Tepalcates                        |

| Conexión con la red de Movilidad Integrada | Conexión con la red de Movilidad Integrada |
| Línea                                      | Estación                                   |
| ------------------------------------------ | ------------------------------------------ |
|                                            | Apatlaco                                   |
|                                            | Tepalcates                                 |

Alcaldías cubiertas:
- Benito Juárez
- Iztacalco
- Iztapalapa

Conexión con otras líneas de trolebús.
Ninguna
Sitios de interés
Clínica 10 del IMSS, Liconsa, diversas escuelas públicas.

### Línea 10: Constitución de 1917 - Santa Marta
- Nombre original: Trolebús Elevado.
- Origen: Metro Constitución de 1917.
- Destino: Santa Marta.
- Avenidas: Calzada Ermita - Iztapalapa.
- Tarifa: $7 pesos.

| Horarios            | Horarios            | Horarios            |
| Lunes a viernes     | Sábado              | Domingo             |
| ------------------- | ------------------- | ------------------- |
| 04:22 a 00:11 horas | 04:37 a 00:20 horas | 04:57 a 23:47 horas |

| Conexión con la red de Movilidad Integrada | Conexión con la red de Movilidad Integrada |
| Línea                                      | Estación                                   |
| ------------------------------------------ | ------------------------------------------ |
|                                            | Constitución de 1917 (estación)            |
|                                            | Constitución de 1917 (estación)            |
|                                            | Santa Marta (estación)                     |
|                                            | Santa Marta (estación)                     |

Alcaldías cubiertas:
- Iztapalapa

Conexión con otras líneas de trolebús.
Línea 11
Sitios de interés
Museo Interactivo Infantil Iztapalapa, IEMS Iztapalapa V, CETRAM Constitución de 1917, Deportivo Santa Cruz Meyehualco, Utopía Meyehualco, Iztapasauria, Utopía Papalotl, Hospital General Iztapalapa Dr. Juan Ramón de la Fuente, Centro de Estudios Científicos y Tecnológicos n.º 7, Utopía Atzintlí, Centro Varonil y Femenil de Reinserción Social Santa Martha Acatitla, Universidad Autónoma de la Ciudad de México Plantel Casa Libertad.
Trolebús 
Elevado línea 10,
1. Terminal Constitución de 1917.
2. Tulipán.
3. Deportivo Santa Cruz.
4. Meyehualco.
5. Papalotl.
6. Aztahuacan.
7. Atzintli.
8. Iztahuatzin.
9. Tecoloxtitlan.
10. Acatitlán.
11. Acahualtepec.
12. Terminal Santa Marta.

### Línea 11: Santa Marta - Chalco
- Origen: Metro Santa Marta.
- Destino: Chalco.
- Vialidades: Autopista México - Puebla, Avenida Solidaridad, Avenida José María Martínez, Calle Álvaro Obregón, Avenida Cuauhtémoc, Carretera federal México - Cuautla.
- Tarifa: $13 pesos.

- Tarifa: $20 pesos, incluye el costo de recorrido de $7 pesos de viaje por persona al viajar en la línea 10 del trolebús  entre sus estaciones Constitución de 1917 y Acahualtepec en ambas direcciones, (la diferencia del costo de $7 pesos del recorrido se descuenta del saldo acumulado de la tarjeta cuando ésta se pasa en el lector del torniquete en la estación que se va a salir).

| Conexión con la red de Movilidad Integrada | Conexión con la red de Movilidad Integrada |
| Línea                                      | Estación                                   |
| ------------------------------------------ | ------------------------------------------ |
|                                            | Santa Marta (estación)                     |
|                                            | Santa Marta (estación)                     |

Municipios cubiertos:
- Iztapalapa
- Municipio de La Paz (Estado de México)
- Tláhuac
- Valle de Chalco Solidaridad
- Municipio de Ixtapaluca
- Chalco de Díaz Covarrubias

Conexión con otras líneas de trolebús.
Línea 10.
Sitios de interés
Zona arqueológica de Los Reyes La Paz, Volcán La Caldera, Cerro El Elefante, Hospital Psiquiátrico de Santa Catarina, Parque Tejones, CONALEP Plantel Chalco, Centro de Chalco.
1. Terminal Santa Marta.
2. Parque de la Mujer.
3. Cuauhtémoc.
4. Puente Rojo.
5. Puente Blanco.
6. Parque Tejones.
7. José María Martínez.
8. Amalinalco.
9. Terminal Chalco.

Trolebús línea 11.

### Línea 12: Tasqueña - Perisur
- Origen: Metro Tasqueña.
- Destino: Metrobús Perisur.
- Vialidades: Calzada Tasqueña, Avenida División del Norte, Avenida Monserrat, Calzada Candelaria, Avenida Aztecas, Avenida Del Imán.
- Tarifa: $7 Pesos.
- 15 estaciones:

1. Terminal Perisur.
2. Céfiro.
3. Alborada.
4. Cantera.
5. Rey Papatzin.
6. Rey Moctecuzoma.
7. Rey Tepalcatzin.
8. Reina Ixtlilxóchitl.
9. Cantil.
10. Eje 10.
11. Pacífico.
12. Los Pinos.
13. División del Norte.
14. Central del Sur.
15. Terminal Tasqueña.

| Conexión con la red de Movilidad Integrada | Conexión con la red de Movilidad Integrada |
| Línea                                      | Estación                                   |
| ------------------------------------------ | ------------------------------------------ |
|                                            | Tasqueña                                   |
|                                            | Tasqueña                                   |
|                                            | Perisur                                    |

Municipios cubiertos:
- Coyoacán

Conexión con otras líneas de trolebús.
Línea 1 del Trolebús de la Ciudad de México
Sitios de interés
Central de autobuses del sur, Deportivo Cantil, Parque Universitario, Parque Cantera, Planta de Asfalto de la CDMX, Deportivo Alfredo Harp Helú, Ciudad Universitaria, Zona arqueológica de Cuicuilco.

### Línea 13: Metro Mixcoac - Metro Constitución de 1917
- Origen: Metro Mixcoac.
- Destino: Metro Constitución de 1917.
- Vialidades: Eje 7 Sur y Eje 8 Sur.
- Tarifa: $7 Pesos.
- 42 estaciones

1. Terminal Mixcoac,
2. Sagredo
3. Del Ángel
4. Río Churubusco
5. San Francisco
6. Moras
7. Av. Coyoacán
8. Gabriel Mancera
9. México - Coyoacán
10. Uxmal
11. Bruno Traven
12. Tokio
13. Eje Central
14. Rumania
15. Alhambra
16. Plutarco Elias calles
17. Sur 69
18. Sur 73
19. Auriga
20. Andrés Molina Enriquez
21. Cruz del sur
22. Capricornio
23. Mexicaltzingo
24. Avena
25. Maíz
26. Toltecas
27. Santa Isabel Industrial
28. Atlalilco
29. Puente Titla
30. Convento
31. Campamento
32. Tres Creces
33. Cerro de la estrella
34. Clínica 43
35. Mina
36. Funidición
37. UAM-I
38. Campánula
39. Matamoros
40. Margarita
41. Hortensia
42. Terminal Constitución de 1917.

### Línea 13: Metro Constitución de 1917 - Metro Mixcoac
- Origen: Metro Constitución de 1917
- Destino: Mixcoac.
- Vialidades: Eje 8 Sur y Eje 7 Sur.
- Tarifa: $7 Pesos.
- 43 estaciones.

1. Constitución de 1917
2. Matías Rodríguez
3. San Felipe de Jesús
4. UAM-I
5. Fundición
6. Mina
7. Cerro de la estrella
8. Sala Quetzalcóatl
9. Iztapalapa
10. Puente Titla
11. Atlalilco
12. Toltecas
13. Ermita Iztapalapa
14. Maíz
15. Avena
16. Mexicaltzingo
17. J. A. Rivas
18. Cruz del Sur
19. Andrés Molina Enriquez
20. Sur 75-A
21. Sur 73
22. Plutarco Elías Calles
23. Ermita
24. Alhambra
25. Canarias
26. Eje Central
27. Tokio
28. Pirineos
29. Uxmal
30. Av. Cuauhtémoc
31. Av. Universidad
32. Av. Gabriel Mancera
33. Av. Coyoacán
34. Moras
35. San Francisco
36. Las huertas
37. Rio Churubusco
38. Galicia
39. Felix Parra
40. Goya
41. Revolución
42. Benvenuto Cellini
43. Mixcoac.

### Líneas sin servicio
- Línea F y línea de servicio preferencial DM4: Metro Mixiuhca - Gimnasio Nueva Atzacoalco (Sustituido por la Línea 5 del Metrobús).
- Línea E: Deportivo Santa Cruz Meyehualco - Calle Oso (Avenida Insurgentes Sur)
- Línea O: Metro Mixcoac-Central de Abastos
- Línea R1: Metro Moctezuma-Unidad CTM Culhuacán (Sustituido por la Línea 5 del Metrobús).
- Línea R2: Metro Moctezuma-Villa Coapa (Sustituido por la Línea 5 del Metrobús).
- Línea T1: Metro Constitución de 1917 - Universidad Autónoma de la Ciudad de México, Plantel San Lorenzo Tezonco.
- Línea Ñ: ISSSTE Zaragoza (Actualmente Tepalcates) - Metro Tacubaya (Sustituido por la Línea 2 del Metrobús).
- Línea Q: Metro Pantitlán - Metro Iztapalapa

## Tren Ligero
| Estaciones y Conexiones | Estaciones y Conexiones |
| Estación                | Conexiones              |
| ----------------------- | ----------------------- |
| Tasqueña                | CETRAM                  |
| Las Torres              | -                       |
| Ciudad Jardín           | -                       |
| La virgen               | -                       |
| Xotepingo               | -                       |
| Nezahualpilli           | -                       |
| Registro Federal        | -                       |
| Textitlán               | -                       |
| El Vergel               | -                       |
| Estadio Azteca          | CETRAM                  |
| Huipulco                | -                       |
| Xomali                  | -                       |
| Periférico              | -                       |
| Tepepan                 | -                       |
| La Noria                | -                       |
| Huichapan               | -                       |
| Francisco Goitia        | CETRAM                  |
| Xochimilco              | CETRAM                  |

El tren ligero forma parte la red de servicio de STE-CDMX. Opera en el sur de Ciudad de México, prestando sus servicios a las delegaciones Coyoacán, Tlalpan y Xochimilco mediante trenes ligeros de piso alto.

#### Línea de Tren ligero
- Nombre: Tren Ligero
- Origen: Tasqueña
- Destino: Xochimilco
- Avenidas: Calzada de Tlalpan, prolongación División del Norte, Viaducto Tlalpan y Calzada México-Xochimilco.
- Tarifa: $ 3.00 pesos el boleto.[Nota 2]

| Estadio Azteca |
| Huipulco       |
| Xomali         |
| Periférico     |
| La Noria       |
| Huichapan      |

| Tasqueña   |
| Xochimilco |

## Flota Vehicular

### Trolebuses
| Serie       | Marca      | Año de fabricación | Cantidad |
| ----------- | ---------- | ------------------ | -------- |
| 3200        | New Flyer  | 1975               | 4        |
| 4200        | Toshiba    | 1981               | 31       |
| 4300 y 4400 | Toshiba    | 1984               | 115      |
| 4700        | Mitsubishi | Entre 1984 y 1988  | 27       |
| 7000        | Kiepe      | 1990               | 13       |
| 9700 y 9800 | Mitsubishi | 1997 y 1998        | 189      |
| 2020        | Yutong     | 2019               | 143      |
| 2021        | Yutong     | 2020               | 50       |

| Características de los Trolebuses del STE-DF | Características de los Trolebuses del STE-DF | Características de los Trolebuses del STE-DF |
| Característica                               | Series                                       | Series                                       |
| Característica                               | Serie 9000                                   | Otras Series                                 |
| -------------------------------------------- | -------------------------------------------- | -------------------------------------------- |
| Tensión                                      | 24 VCD                                       | 12 VCD                                       |
| Motor                                        | 230 Vca-60 Hz                                | 3.5 HP-600 Vcd                               |

### Tren Ligero
| Serie | Marca                                         | Cantidad | Año de Fabricación |
| ----- | --------------------------------------------- | -------- | ------------------ |
| TE-90 | Bombardier/Siemens, ensamblados por Concarril | 12       | 1990               |
| TE-95 | Bombardier/Siemens, ensamblados por Concarril | 4        | 1995               |
| TE-06 | Bombardier/Siemens                            | 4        | 2006               |
| TE-12 | Bombardier/Siemens                            | 4        | 2012               |
| TE-23 | CRRC Zhuzhou Locomotive                       | 9        | 2024               |
| TE-23 | CRRC Zhuzhou Locomotive                       | 17       | 2026               |

#### Tren Ligero Articulado
El tren ligero articulado forma parte del parque vehicular de STE-DF. Este transporte opera en la línea del tren ligero.

##### Características
Algunas de las características de las unidades del tren ligero se enumeran aquí:
Características Técnicas
- Electrificación de 600 Vcd por medio de catenaria.
- Tracción asíncrona.
- Control de la tracción por medio de un microprocesador.
- Relación de transmisión; 5.625:1.
- Bogie mecanosoldado. En cada vehículo existe dos bogies monomotores y un bogie remolque.
- Dos cabinas de conducción por unidad.
- Generación de corriente alterna trifásica 220 Vac 60 Hz mediante un convertidor estático.
- Estructura de acero de baja aleación.
- Enganche entre vehículos.
- Sistema de frenado regenerativo, eléctrico reostático, neumático, electromagnético y de estacionamiento.
- Suspensión primaria tipo chevrón y suspensión secundaria tipo neumática.
- Ventilación por medio de 14 motoventiladores de tipo axial.
- Ventanas abatibles.
- Puerta de acceso al vagón tipo deslizante.
- Puerta de acceso a la cabina por puerta dentro del vagón.

Capacidad y funcionamiento
| Pasajeros          | Pasajeros        | Pasajeros          |
| Pasajeros sentados | Pasajeros de pie | Total de pasajeros |
| ------------------ | ---------------- | ------------------ |
| 50                 | 250              | 300                |

- Velocidad máxima: 80 kilómetros por hora.
- Aceleración máxima: 1 metro/seg2
- Desaceleración de servicio (a tres cuartos de capacidad): 1 metro/seg2
- Desaceleración de emergencia (con capacidad máxima): 1.8 metros/seg2
- Radio de la curvatura horizontal: 25 metros.
- Radio de la curvatura vertical: 250 metros.

Dimensiones y Pesos
| Altura          | Altura          | Altura       |
| Altura del piso | Altura interior | Altura total |
| --------------- | --------------- | ------------ |
| 1.020 metros    | 2.14 metros     | 3.57 metros  |

- Longitud exterior: 29.56 metros.
- Longitud interior: 28.2 metros.
- Ancho exterior: 2.65 metros.
- Ancho interior: 2.44 metros.
- Altura máxima del pantógrafo 6.26 metros.
- Altura mínima del pantógrafo 3.86 metro.
- Altura de puerta de acceso: 1.900 metros.
- Ancho de puerta de acceso: 1.300 metros.
- Peso vacío: 40,000 kilogramos.
- Peso con máxima capacidad: 61,000.
- Ancho de vía: 1.43 metros.
- Distancia entre ejes: 2.10 metros.
- Distancia entre centros de bogies: 10.30 metros.
- Distancia entre ruedas: 1.36 metros.
- Diámetro de la rueda: 74 centímetros.
- Radio de la rueda: 37 centímetros.

## Subestaciones Eléctricas
| Subestaciones de las líneas de trolebús  | Subestaciones de las líneas de trolebús | Subestaciones de las líneas de trolebús         |
| Subestación                              | Capacidad en kilovatios                 | Líneas de trolebuses alimentadas eléctricamente |
| ---------------------------------------- | --------------------------------------- | ----------------------------------------------- |
| Acapulco                                 | 2,000                                   | S, I                                            |
| Azcapotzalco                             | 2,000                                   | G, I                                            |
| Benjamín Franklin                        | 2,000                                   | Ñ                                               |
| Balbuena                                 | 2,000                                   | S, R2                                           |
| Beethoven                                | 2,000                                   | LL                                              |
| Central de Abastos                       | 2,000                                   | Q, Ñ, S                                         |
| Canal de San Juan                        | 2,000                                   | Ñ, S                                            |
| Colegio Salesiano                        | 2,000                                   | I                                               |
| Ciudad Universitaria                     | 2,000                                   | K1                                              |
| Cafetal                                  | 2,000                                   | Ñ, S, F, R2                                     |
| Canal de Garay                           | 2,000                                   | T1                                              |
| Centro Médico                            | 2,000                                   | S                                               |
| Culhuacán                                | 2,000                                   | K1, R1, R2                                      |
| Doctores                                 | 2,000                                   | A                                               |
| Eduardo Molina                           | 2,000                                   | F, DM4, G                                       |
| El coyol                                 | 2,000                                   | F, DM4, LL                                      |
| El hueso                                 | 2,000                                   | R1, R2                                          |
| El Rosario                               | 2,000                                   | G, I                                            |
| Ermita                                   | 2,000                                   | E, Q                                            |
| Estrella                                 | 2,000                                   | K1                                              |
| Granaditas                               | 2,000                                   | -                                               |
| Hangares                                 | 2,000                                   | G, Q                                            |
| Iztacalco                                | 2,000                                   | Ñ, M                                            |
| Jaime Nunó                               | 2,000                                   | A, LL                                           |
| Lázaro Cárdenas                          | 2,000                                   | S                                               |
| La Villa                                 | 2,000                                   | LL                                              |
| Mexicaltzingo                            | 2,000                                   | D, E, R1, R2                                    |
| Mixcoac                                  | 2,000                                   | D, E                                            |
| Oriental                                 | 2,000                                   | Q                                               |
| Panamá                                   | 2,000                                   | E, A                                            |
| Potrero                                  | 2,000                                   | G, I, A                                         |
| Riachuelo                                | 2,000                                   | -                                               |
| San Borja                                | 2,000                                   | O                                               |
| San Juan de Aragón                       | 2,000                                   | G, F, DM4, LL                                   |
| Santa Cruz                               | 2,000                                   | D                                               |
| San Andrés Tetepilco                     | 2,000                                   | D, E                                            |
| San Felipe de Jesús                      | 2,000                                   | LL                                              |
| Taxqueña                                 | 2,000                                   | K1, A                                           |
| Trajineras                               | 2,000                                   | M, O                                            |
| Vicente Guerrero                         | 2,000                                   | E                                               |
| Tezontle                                 | 2,000                                   | R1, R2                                          |
| Venados                                  | 2,000                                   | K1, T1                                          |
| Xola                                     | 2,000                                   | Ñ                                               |
| Subestaciones de la línea de tren ligero |                                         |                                                 |
| Subestación                              | Capacidad en kilovatios                 | Líneas alimentadas eléctricamente               |
| Finisterre                               | 2,000                                   | Tren Ligero                                     |
| La Virgen                                | 2,000                                   | Tren Ligero                                     |
| Registro Federal                         | 2,000                                   | Tren Ligero                                     |
| El Vergel                                | 2,000                                   | Tren Ligero                                     |
| Xomali                                   | 2,000                                   | Tren Ligero                                     |
| La Noria                                 | 2,000                                   | Tren Ligero                                     |
| Xochimilco                               | 2,000                                   | Tren Ligero                                     |

## Proyectos

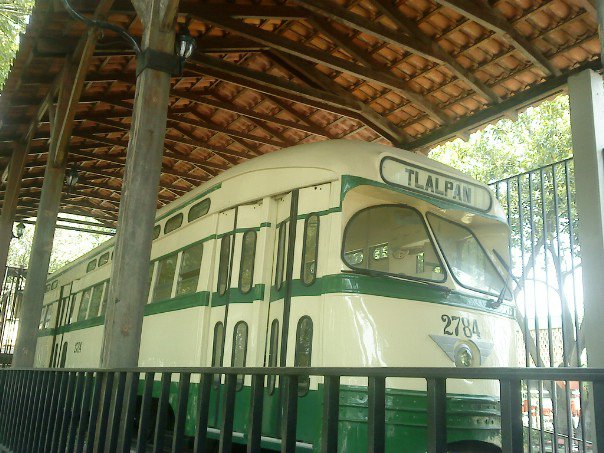
Un tranvía en las instalaciones del Museo de Transportes Eléctricos.

### Museo de Transportes Eléctricos
Este museo fue creado sin fines de lucro y tiene como objetivo, rescatar y difundir información de interés, y crear conciencia sobre las ventajas de los Transportes Eléctricos.
Entre el acervo del museo se encuentran Tranvías y Trolebuses antiguos, partes eléctricas y motores, así un acervo fotográfico, que muestra la evolución del transporte en Ciudad de México.

### Corredor Cero Emisiones
El Eje Central ha sido operado por trolebuses desde 1954. Así, se ha decidido mejorar este sistema, en las líneas del eje central y el eje 2 Sur. La finalidad de este proyecto es sobre todo mejorar el servicio existente y desaparecer el transporte concesionado en estas vías y convertirlas en vías exclusivas para el trolebús. Así mismo, se espera que sean abiertas más líneas bajo el modelo del corredor cero emisiones.

#### Dinámica de operación
La dinámica de operación de estas líneas de trolebús son diferentes a las líneas ordinarias, ya que estas tiene reglamentos especiales.
El reglamento de operación de estas se basa sobre todo en cultura vial, tanto para peatones y pasajeros, como para automovilistas.